# 竹内力、始めました
竹内力、始めましたはCS放送のチャンネルNECOで放送されたバラエティ番組である。
2016年4月28日から2017年3月まで放送された。毎月1作、新作が放送され、BSスカパーでも放送されていた。

## 概要
竹内力が、芸能生活30周年を記念して新たな魅力を見出す主旨を掲げている。「今までに体験したことのない事」や「死ぬまでに一度はやってみたい事」に挑戦する人生初の冠番組。

## 出演
- 竹内力

## 放送内容
| 回               | 放送内容                        |
| ---------------- | ------------------------------- |
| 第1回 2016年4月  | 竹内力が護摩修行に初挑戦!       |
| 第2回 2016年5月  | 竹内力がカメラマンを初体験!     |
| 第3回 2016年7月  | 竹内力が3Dプリンターを初体験!   |
| 第4回 2016年8月  | 竹内力がHIPHOPを初体験!         |
| 第5回 2016年9月  | 竹内力が人生相談を初挑戦!       |
| 第6回 2016年10月 | 竹内力が夜回りを初体験!         |
| 第7回 2016年11月 | 竹内力が料理教室を初体験!       |
| 第8回 2016年12月 | 竹内力がコスプレを初体験!       |
| 第9回 2017年1月  | 竹内力が保育士を初挑戦!（前編） |
| 第10回 2017年2月 | 竹内力が保育士を初挑戦!（後編） |
| 第11回 2017年3月 | 主演ドラマに密着を初体験        |